# Qatar Open
Die Qatar Open sind offene internationale Meisterschaften von Katar im Badminton. Sie wurden erstmals 1973 ausgetragen. Erste inoffizielle offene Badmintonturniere wurden bereits 1968 in Katar vom Qatar Badminton Club organisiert.

## Die Sieger
| Saison | Herreneinzel     | Dameneinzel      | Herrendoppel                      | Damendoppel                          | Mixed                             |
| ------ | ---------------- | ---------------- | --------------------------------- | ------------------------------------ | --------------------------------- |
| 1973   |                  | P. J. Joutstaal  |                                   | P. J. Joutstaal                      | P. J. Joutstaal                   |
| 1974   | Riaz Jafar Natiq | P. J. Joutstaal  |                                   | P. J. Joutstaal                      | P. J. Joutstaal                   |
| 1980   |                  | Marion E. Jones  |                                   | Marion E. Jones                      | Siddiq Ahmed Dar Marion E. Jones  |
| 1981   | M. K. Joseph     | Anny Lidegaard   | Robi Oommen Shaji Thomas          |                                      | Siddiq Ahmed Dar Marion E. Jones  |
| 1982   | M. K. Joseph     | Anny Lidegaard   | Riaz Jafar Natiq Ajay Parekh      | Anny Lidegaard Jane Brown            | Siddiq Ahmed Dar Marion E. Jones  |
| 1983   | George Thomas    | Naghmana Javed   | Siddiq Ahmed Dar Riaz Jafar Natiq | Naghmana Javed Jane Brown            | M. K. Joseph Naghmana Javed       |
| 1984   | Riaz Jafar Natiq | Lynda Beer       | Robi Oommen Shaji Thomas          | Naghmana Javed Jane Brown            | Robi Oommen Margaret R. Jones     |
| 1985   | Hashim Avais     | Lynda Beer       | Trevor Fernandes Shakeel A. Khan  | Lynda Beer Jane Brown                | Riaz Jafar Natiq Lynda Beer       |
| 1987   | George Thomas    | Aparna Deshpande | Riaz Jafar Natiq Mohammad Afzal   | Aparna Deshpande Elizabeth Thomas    | Siddiq Ahmed Dar Aparna Deshpande |
| 1988   | Mohanen Prema    | Aparna Deshpande | Riaz Jafar Natiq Mohammad Afzal   | Aparna Deshpande Rosemary Thankachen | Siddiq Ahmed Dar Aparna Deshpande |
| 1989   | Mohanen Prema    | Aparna Deshpande |                                   |                                      | Siddiq Ahmed Dar Aparna Deshpande |
| 1990   | Mohanen Prema    | Aparna Deshpande | Mohd. Basheer Mohanen Prema       | Aparna Deshpande Sheeba Mathew       | Siddiq Ahmed Dar Aparna Deshpande |

## Referenzen
- Iftikhar Ahmed: Qatar Badminton Tournament. (PDF) In: worldbadminton.com. September 1985, S. 19, abgerufen am 28. Mai 2024.